# Финокијето (Терни)
Финокијето је насеље у Италији у округу Терни, региону Умбрија.
Према процени из 2011. у насељу је живело 231 становника. Насеље се налази на надморској висини од 401 м.